# Nokia 1011
Nokia 1011 — первый GSM-телефон, выпущенный массовым тиражом. Также продавался под именем Mobira Cityman 2000. Датой выпуска телефона считается 10 ноября 1992 года, что отражено цифрами 10.11 в его названии.
Телефон выпускался в чёрном цвете с размерами 195 × 60 × 45 мм. Также у телефона присутствовали монохромный дисплей и выдвигающаяся антенна. Память телефона позволяла сохранять 99 номеров в записной книжке. Телефон не имел характерного для Nokia рингтона — «Nokia tune» (он был представлен только в 1994 году). Цена телефона составляла около 2500 немецких марок или 3750 долларов США.
Телефон способен отправлять и принимать SMS-сообщения, хотя сама фирма Nokia утверждает, что Nokia 2110 был первым телефоном, способным на это. Nokia 1011 производился до 1994 года, затем был представлен Nokia 2110 как преемник.